# 穆賈 (衣索比亞)
穆賈（Muja）是埃塞俄比亞北部阿姆哈拉州北沃洛地區的小鎮，座標12°4′N 39°27′E / 12.067°N 39.450°E，海拔2,918米。根據埃塞俄比亞中央統計局2005年的資料，穆賈人口約3,531，其中男性1,669人，女性1,862人。